# 멜버른 볼파크
멜버른 볼파크(Melbourne Ballpark)는 호주 멜버른의 경기장이다. 5,000명을 수용하며 야구 경기 및 소프트볼 경기장으로 사용된다. 빅토리아 주 래버튼에 있다. 이 건물은 1990년 1월에 개장했으며, 390만 호주달러(A$), 200만 호주달러(A$)는 빅토리아 주 정부에서 기부되었고 나머지 180만 호주달러(A$)는 호주 연방 정부에서 기부되었으며 CK 디자인워크 아키텍츠(CK Designwork Architects)가 건설했다.
경기장의 수용 인원은 약 5,000명이다. 최근 몇 년간 베이스라인에 있는 좌석을 없애고 입석 공간으로 교체하여 공연장 수용 인원을 줄였다.